# Stone Nyirenda
Stone Nyirenda (ur. 11 listopada 1963) – zambijski piłkarz grający na pozycji napastnika. W swojej karierze grał w reprezentacji Zambii.

## Kariera klubowa
Do 1987 roku Nyirenda grał w rodzimym klubie Nchanga Rangers. W 1987 roku wyjechał do Belgii i występował w tamtejszych klubach takich jak: KRC Harelbeke (1987-1988), KFC Roeselare (1988-1989), RRC Heirnis Gent (1989-1990) i KFC Izegem (1990-1994).

## Kariera reprezentacyjna
W reprezentacji Zambii Nyirenda zadebiutował w 1985 roku i grał w niej do 1992 roku. W 1988 roku został powołany do kadry na Igrzyska Olimpijskie w Seulu.